# David Madueño Sentís
David Madueño i Sentís (Sabadell, 22 de juny de 1976) és poeta, docent i crític literari.
Compagina l'escriptura amb la docència com a professor de llengua catalana i literatura i amb la crítica literària, que ha exercit en diversos mitjans al llarg dels darrers anys: El Punt Avui, Caràcters, Poetari, Núvol, Llavor digital i Quadern de les idees, les arts i les lletres.

## Obra

### Poesia
- 2008. Desvetlla de mots és feina obscura. Sabadell: Edició de l'autor.
- 2012. Poesia per a carnívors. Sabadell: Edició de l'autor.
- 2015. Els murs incerts. Barcelona: Témenos edicions. Pròleg de Ricard Mirabete.
- 2017. Osques. Barcelona: Témenos edicions. Pròleg de Manuel Costa Fernàndez. Fotografies de Zita Vehil.
- 2020. Cua de foc. Sabadell: Papers de Versàlia. Fotografies de Zita Vehil.
- 2023. Palmeres sense platja. Barcelona: Parnass ediciones. Fotografies de Zita Vehil.

### Crítica literària
- 2007. "Les adaptacions cinematogràfiques de la literatura catalana". Dins AAVV, Catàleg MIDA. Pàg. 18-26 (alemany), pàg. 99-107 (anglès), pàg. 181-189 (català). Barcelona: Institut Ramon Llull.
- 2008. "L'escriptura invisible". Dins AAVV, La catosfera literària 08. Primera antologia de blogs en català. Pàg. 128-129. Valls: Cossetània edicions.
- 2016. "De l'esclat a l'àtom. Pròleg". Dins Marcel Ayats, El sentit de la vida. Pàg. 5-9. Badalona: Pont del Petroli.
- 2017. "L'instint del caçador furtiu. Pròleg". Dins Josep-Ramon Bach, L'instint. Obra poètica 1962-1993. Pàg. 9-37. València: Edicions 3i4.

## Premis
- 2011. Poemes de Mar. Premis "La Mar de Lletres" de Calafell.[5]
- 2013. Millor blog sobre literatura en llengua catalana per llunÀtic. Premi Vila de Martorell.[6]